# رامیز روشن

رامیز محمدعلی اوغلو علیف (به ترکی آذربایجانی: Ramiz Məmmədəli oğlu Əliyev) با نام هنری روشن (به ترکی آذربایجانی: Rövşən) (۱۵ دسامبر ۱۹۴۶ -) شاعر، نویسنده و مترجم آذربایجانی است. وی در سال ۱۹۶۹ از دانشکده زبان‌شناسی دانشگاه دولتی آذربایجان فارغ‌التحصیل شده و در سال ۱۹۷۸ دورهٔ فیلم‌سازی را در مسکو گذراند.

## آثار

### کتاب‌ها
- بیر یاغیشلی نغمه - باکو - ۱۹۷۰
- گؤی اوزو داش ساخلاماز - باکو - ۱۹۸۷
- کپنک قانادلاری - باکو - ۱۹۹۹
- گدک بیز اولمایان یره - باکو - ۲۰۰۶
- نفس، کیتابلار کیتابی - باکو - ۲۰۰۶
- گؤی اوزو داش ساخلاماز - تبریز - ۲۰۰۷
- نفس، کیتابلار کیتابی - آنکارا - ۲۰۰۸
- یاغیشلی نغمه - تهران - ۲۰۰۸
- سوگی مکتوبی کیمی - باکو - ۲۰۰۹
- یاغیش یویور گون قورودور - تهران - ۲۰۱۱
- سگپرندگی-برگردان به فارسی صالح سجادی-تهران-۲۰۱۶
- در را باید آرام باز کرد و رفت (گزیده اشعار رامیز روشن - تهران - نشر افکار)- ۱۳۹۰